# Calocera pallidospathulata
Calocera pallidospathulata är en svampart som beskrevs av D.A. Reid 1974. Calocera pallidospathulata ingår i släktet Calocera och familjen Dacrymycetaceae.   Inga underarter finns listade i Catalogue of Life.